# Tygr ussurijský
Tygr ussurijský (Panthera tigris altaica), též známý jako tygr sibiřský, amurský, altajský, korejský, mandžuský nebo severočínský, je největší a nejmohutnější známou kočkovitou šelmou a po ledním medvědovi a medvědovi hnědém třetí největší suchozemskou šelmou vůbec. Jedná se poddruh tygra indického, který popsal v roce 1844 Coenraad Jacob Temminck. V roce 2015 byla zpochybněna platnost většiny poddruhů tygra a tygr ussurijský byl označen za regionální formu tygra indického. Následné analýzy celého genomu tygra ale silně podpořily jedinečnost a platnost poddruhu tygr ussurijský. Vzhledem těmto výsledkům je taxonomie tygra znovu přezkoumávána komisí IUCN. Nejpoužívanější český název ussurijský není v ostatních jazycích tak častý. Pochází od názvu řeky Ussuri v ruském Přímořském kraji, která protéká oblastí, v níž se tygr ussurijský dnes převážně vyskytuje. Počet jedinců žijících ve volné přírodě činil v roce 2015 zhruba 590 kusů a v posledních několika desetiletích vzrůstá.

## Popis
- hmotnost: 100–306 kg (v zajetí až okolo 400 kg)
- délka těla: 165–220 cm v přímé linii (180–240 cm podél křivek těla)
- délka ocasu: 85-110 cm
- výška v kohoutku: 82–110 cm[2]

Samci jsou výrazně větší než samice: hmotnost těla u samic kolísá mezi 100 až 167 kg, kdežto hmotnost samců dosahuje až 306 kg. Největší v zajetí chovaný tygr byl dlouhý 3,32 m a vážil 423 kg. Průměrná historická hmotnost divoce žijících samců získaná porovnáním dostupných dat do roku 1970 je 215 kg, samic 137 kg. V letech 1970 až 2004 měli jedinci v divoce žijící populaci menší hmotnost (176 kg, 118 kg). Mezi nejtěžší ussurijské tygry rádiově označené po roce 2005 patří samci Profesor, Banzai, Luke a Wandašan č.1 s hmotností 204, 207, 212 a 225 kg. Dle těchto údajů v současnosti není tygr ussurijský větší poddruh než tygr indický. Příčina tohoto úbytku na váze může být zapříčiněna několika důvody, například poklesem genetické diverzity v důsledku kriticky nízkého počtu jedinců v populaci v polovině 20. století, nebo negativní selekcí (největší, nejvíce argresivní a sebevědomí jedinci jsou vyřazeni z populace v důsledku střetů s člověkem). Vědci nicméně připouštějí, že s růstem velikosti populace se opět může zvýšit procento jedinců dorůstajících velkých velikostí.
Celková délka lebek samců sibiřských tygrů se pohybuje většinou od 341 do 383 mm. Lebka samic je výrazně menší, 280 – 318 mm, a není tak silně stavěná. Největší lebka sibiřského tygra měřila na délku 406 mm s zygomatickou šířkou 286 mm a výškou sagitálního hřebene 51 mm. V roce 1965 uhynul v Zoo Praha samec sibiřského tygra jménem Amur pověstný svou velikostí (délka těla v přímé linii 220 cm, výška v kohoutku 105 cm). Lebka tohoto samce měřila 371 mm s zygomatickou šířkou 261 mm. V roce 1983 pak v zoologické zahradě v Praze uhynul ve věku 16 let samec sibiřského tygra Ulan, který měl lebku ještě větší (celková délka 393 mm a zygomatická šířka 278 mm).
Lebky samců sibiřských tygrů se vyznačují svou robustností. Sagitální hřeben divokých tygrů ussurijských je vysoký a masivní. Je větší než u ostatních poddruhů či populací tygra a je také větší i než u tygrů ussurijských ze zajetí. Toto srovnání naznačuje, že odlišný tvar lebek divokých sibiřských tygrů je fenotypicky plastickou reakcí na rozdíly v jejich životním prostředí. Větší sagitální hřeben ukazuje na větší frekvenci a velikost sil působících na lebku při žvýkání. Větší rozvoj svaloviny čelistí u divokých tygrů ussurijských může mít různé příčiny, které vedou ke morfologickým změnám lebky, např. potřeba konzumovat zmrzlá mrtvá těla kořistí v zimě. Větší potravní nároky v kvůli zvýšeným energetickým požadavkům z důvodů termoregulace v zimě mohou vést k častějšímu používaní žvýkacích svalů. Vzhledem k tomu, že tygří mláďata začínají konzumovat maso ve věku kolem tří měsíců, mohou rozdíly v mechanických vlastnostech a množství zkonzumované potravy ovlivnit tygry během jejich vývoje a růstu.
V porovnání s ostatními poddruhy tygra je tygr ussurijský světlejší a kresba je spíše tmavě hnědá než černá. Bílé zbarvení spodní strany těla dosahuje velmi vysoko na boky. Také na ocase se základní zbarvení uplatňuje pouze v jeho první třetině až polovině, jinak je základní zbarvení ocasu bílé. Nepříliš husté pruhy jsou příčné a málokdy komplikovaněji členěné, nejčastěji jsou jen zdvojené. Na stehnech a na bocích jako i v první třetině až polovině ocasu je jejich zbarvení šedohnědé nebo šedé. Pruhy jsou na ostatních místech těla leskle černé. Samci mají obvykle na kořeni ocasu typickou kresbu v podobě protáhlého obráceného U.
V oblasti, kde žije ussurijský tygr, může polovinu roku (listopad až duben) roku ležet sníh a teplota klesat až k −50 °C. Tygr ussurijský je ale dobře přizpůsoben chladnému podnebí. Srst má dlouhou a hustou. Počet chlupů na 1 cm2 se pohybuje v zimní srsti od 3000 do 3200. Velké tlapy mu slouží jako sněžnice při pohybu ve sněhu. Díky nim sibiřští tygři působí na sněhovou podložku výrazně menším zatížením než jeho kořist (zatížení u tygra je uváděno okolo 226 g/cm2, zatímco u divokého prasete 414 g/cm2).
Stopy tygra jsou oválné či kulaté. Patrné jsou otisky čtyř prstů a patního polštářku. Přední a zadní tlapa mají velmi podobnou délku. Zadní tlapa je ale výrazně užší a oválnější než přední. Šířka otisku patního polštářku přední tlapy je poměrně spolehlivý ukazatel pohlaví (a věku) tygra. U plně dospělého samce je patní polštářek přední tlapy minimálně o 1 cm širší než u samice. Tento rozdíl je nejhuře postřehnutelný u mladých jedinců zhruba do věku 4 let. Problém je v tom, že mladí samci, ve věku kdy hledají své teritorium, mají rozměry tlap srovnatelné s dospělými tygřicemi (tj. šíře patního polštářku 9-10 cm). Současně je ale možné tygra s šíří patního polštářku větší než 10,5 cm s jistotou označit za dospělého samce. U naprosté většiny samců ussurijských tygrů se šíře patního polštářku pohybuje mezi 10,5 a 11,5 cm, vzácně až 13,5 cm. Délka kroku klidně kráčejícího tygra se pohybuje většinou od 55 do 80 cm. Při běhu se tygr pohybuje jakýmisi skoky, z nichž každý je dlouhý 2,5 až 5 m.

## Způsob života
Tygři ussurijští obývají zalesněnou krajinu. Typickým biotopem ussurijských tygrů jsou smíšené borovicové (Pinus koraiensis) a listnaté lesy. K životu potřebuje velké území člověkem nedotčené krajiny. Jedna samice potřebuje v průměru okolo 400 km2. Své teritorium tygři pravidelně obcházejí, kontrolují a vymezují specifickými značkami. Používají především značky pachové a vizuální. Do první kategorie patří postřikování nápadných míst močí smíšenou s výměškem análních žláz, do druhé kategorie drásání kůry stromů drápy a zanechávání stop drápů v půdě. Obchůzka celého teritoria trvá i několik týdnů. Během obchůzky se zdrží vždy určitou dobu na místě, kde se podaří ulovit kořist. I když ussurijští tygři pravidelně překonávají delší vzdálenosti během relativně krátké doby (až 20 km za 8 hodin), tak je pro ně charakteristický velmi ekonomický způsob pohybu (krátké období aktivity, maximálně 20 minut v řadě). Rádi plavou a dokáží přeplavat i velmi široké řeky, jako je např. řeka Amur.

## Rozšíření
Tygr ussurijský obýval původně celou oblast povodí řeky Amur, od jeho horního toku v Zabajkalí až po ústí do Ochotského moře, včetně povodí Ussuri, povodí Sungari, dále Velký a Malý Chingan a celou Koreu. V současnosti žije hlavně na omezeném území východního Ruska v Přímořském kraji a na jihu Chabarovského kraje. Dále pak v menším počtu obývá také Židovskou autonomní oblast a Mandžusko.

## Potrava

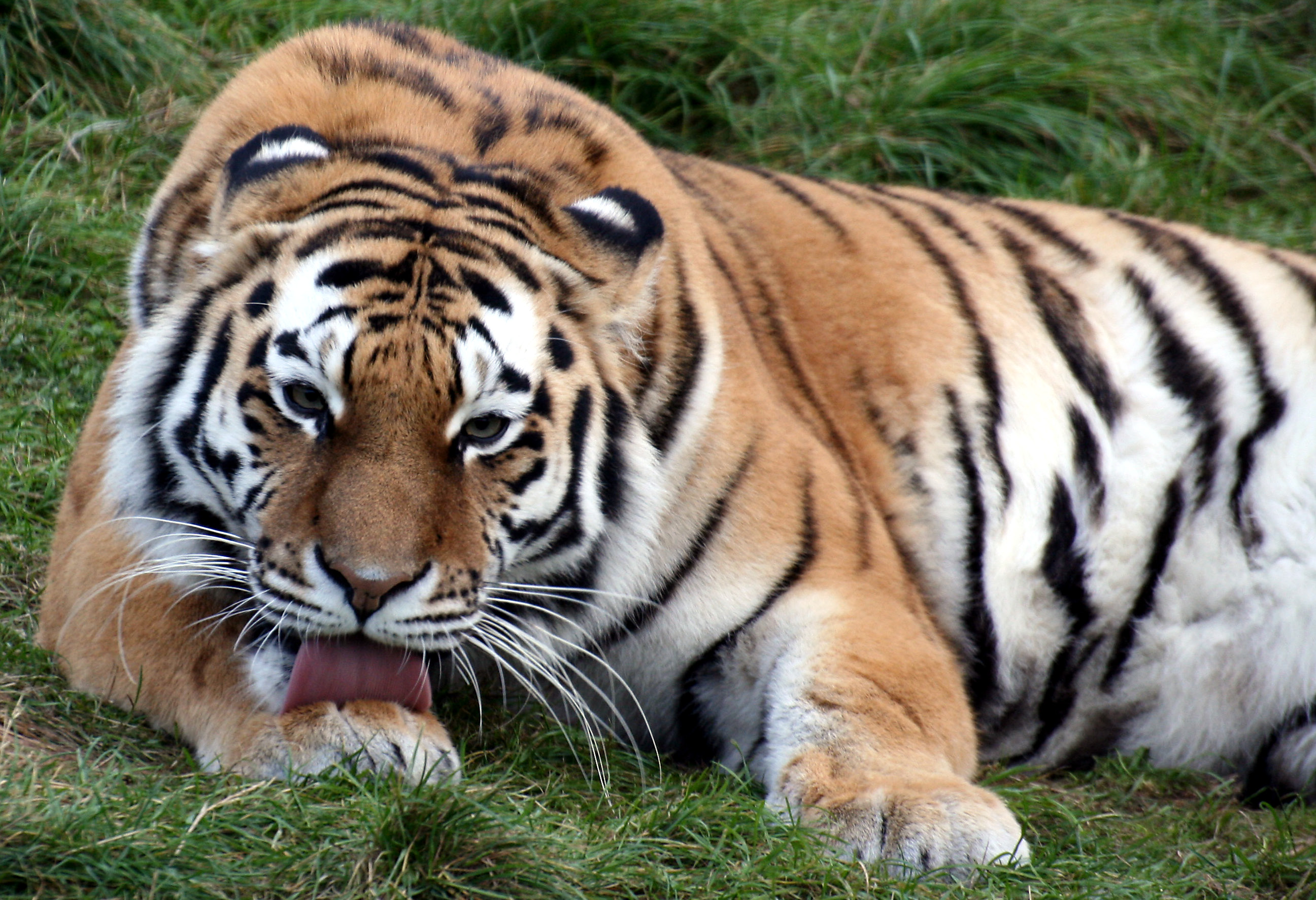
Tygr ussurijský v zoo v Colchesteru

Zatímco na jedné kořisti se může živit i více tygrů, samotný lov je individuální záležitostí. Tygr ussurijský se obvykle setkává s potenciální kořistí při obchůzkách svého domovského areálu a lovecké akce tedy bývají rozmístěny poměrně rovnoměrně po tygřím teritoriu. Asi z 85 % se živí divokými prasaty a jelení zvěří (jelen sika, srnec a Wapiti), loví také losy a goraly. V případě nutnosti loví i menší savce, jako jsou jezevci, vydry, kuny a nepohrdne ani rybami.
V potravě tygrů ussurijských hrají významnou roli medvědi (více než 2 % veškeré kořisti). Publikovaná studie o vztazích mezi tygry a medvědy v přírodní rezervaci Sichote-Aliň uvádí, že v letech 1992–2013 byl mezi nalezenými tygry zabitými medvědy hnědými pouze jeden tří- až čtyřletý samec, zbytek byly samice a medvíďata. U medvědů ušatých, které ulovili tygři, zjevně na pohlaví a věku nezáleželo.
Pro ussurijské tygry jsou běžné období 10 i více dnů bez jídla. Na druhou stranu, jsou dospělí tygři schopni sníst velké množství masa v krátkém čase. Yudakov uvádí případy, kdy samec tygra zkonzumoval celého srnce na jedno "posezení" a 3/4 jelena (více než 80 kg masa a kostí) za méně jak tři dny. V průměru uloví tygr ussurijský jednu kořist týdně. Kořist tygr zkonzumuje buď na místě, kde došlo k usmrcení, nebo ji odtáhne na nové místo. Někdy přetáhne kořist na nové místo i několikrát. Kořist ale nikdy nezakrývá listím nebo sněhem.
Tygr ussurijský je vrcholovým predátorem, kromě člověka nemá přirozeného nepřítele. Potravních konkurentů má ale několik, především to je vlk a levhart mandžuský. Vlky a levharty ve svém teritoriu pronásleduje a má-li příležitost, zabíjí je. Přestože dokumentovat konkurenční interakce mezi velkými masožravci je relativně obtížné, bylo v Rusku popsáno osm případů predace tygrů na vlcích, tři na levhartech i jeden případ zabití rysa. Mezi tygry a vlky existuje inverzní vztah. Tento vztah je pravděpodobně alespoň částečně důsledkem již zmíněné přímé predace. Například mladá tygřice vypuštěná v roce 2014 do oblasti bez jiných tygrů, zabila několik vlků během prvního roku po vypuštění. Na druhé straně, není jasné, zda tygři snižují také počty rysů a levhartů mandžuských. Současný růst počtu tygrů a levhartů v národním parku „Země leoparda“, naopak naznačuje, že tomu tak není. Park „Země leoparda“ je domovem většiny divoké populace levharta mandžuského a také velké skupiny tygra ussurijského. V roce 2021 bylo v tomto národním parku zaznamenáno asi 100 levhartů a 31 tygrů. V tomto roce měl přitom národní park „Země leoparda“ nejvyšší hustotu tygrů mezi rezervacemi a národními parky Ruska.

## Rozmnožovaní

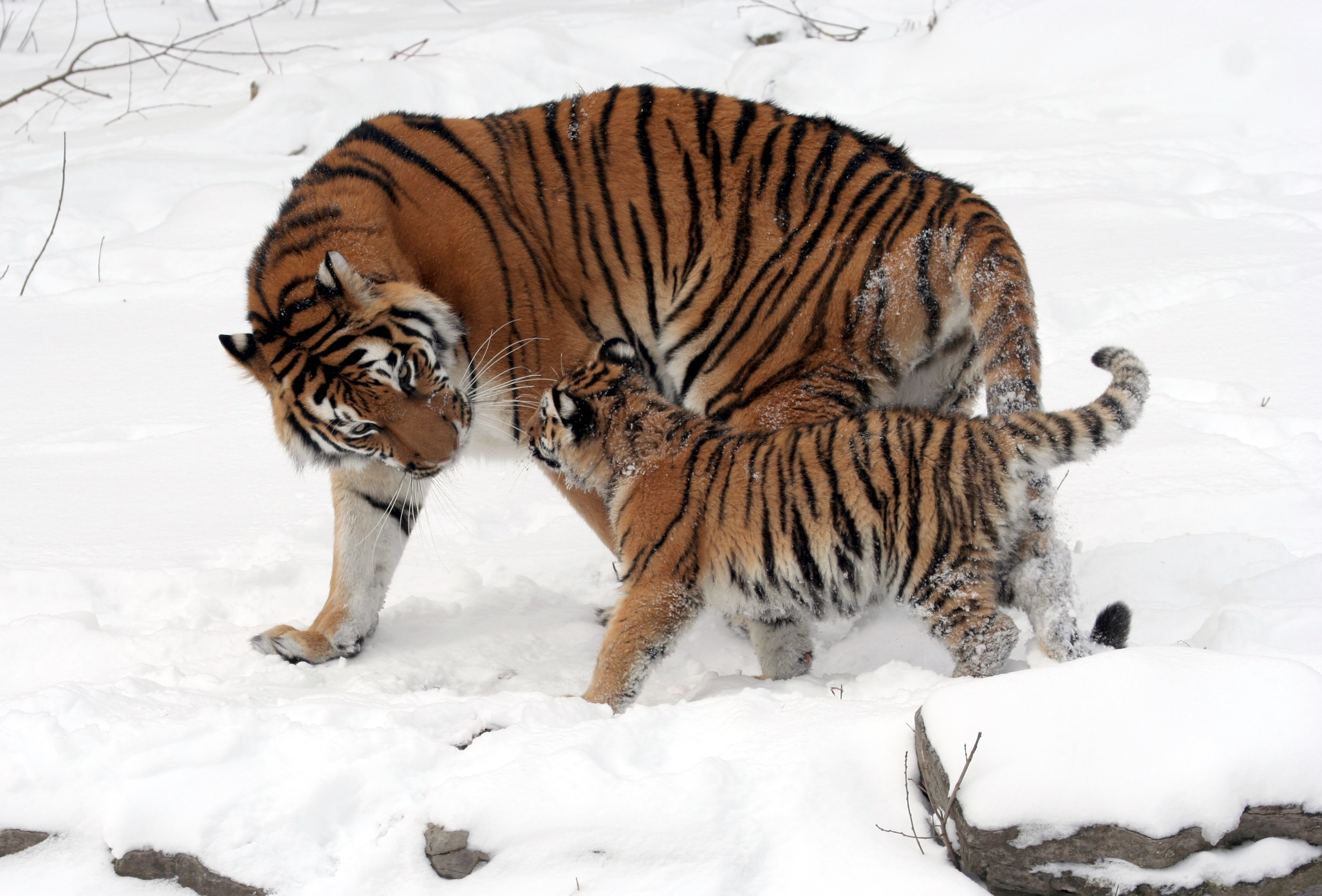
Tygřice Sungari s jedním ze svých koťat v zoo v americkém městě Buffalo

Doba rozmnožování není vázána na určité roční období. V přírodní rezervaci Sichote-Aliň dochází k hledání partnerů a k páření nejčastěji v březnu až květnu s odpovídajícím termínem porodů ke konci léta. Samice se častokrát vydává sama na cesty a hledá partnera. Tygři se páří opakovaně a zůstávají po celou dobu říje pohromadě. Tygřice je březí v průměru 104 až 106 dní. Gravidita ve většině případů netrvá méně než 96 dní a déle než 111 dní. Obvykle se narodí 2 nebo 3 mláďata. Výjimečně může být jen jedno mládě nebo ještě výjimečněji pět nebo dokonce i šest mláďat. V přírodě však nikdy tygřice neodchovají více než tři nebo maximálně čtyři mláďata. Samice kojí mláďata 3 až 6 měsíců, menší kousky masité potravy přijímají od věku 2 měsíců. Skutečného lovu se začínají účastnit ve věku 5 až 6 měsíců. Mladí tygři sibiřští se osamostatňují ve věku 17 až 20 měsíců.
Přestože je tygr samotář a své teritorium před ostatními jedinci stejného pohlaví hájí, tak není nespolečenský. V roce 2014 byla porvé vyfotografována rodina tygrů amurských. Na sérii záběrů jsou zobrazeni samec, samice a tři mláďata jdoucí kolem fotopasti v národním parku Udegejská legenda.

## Historie studia tygrů a velikosti populace
Tradiční forma studia ussurijských tygrů spoléhá na sledování stop ve sněhu. Tímto způsobem dokázali vědci jako Abramov, Yudakov, Nikolaev a další získat obrovské množství informací o ekologii tygrů, např. o socialní struktuře a loveckém chování. První vědeckou studii tygra ussurijského provedl Lev Georgievich Kaplanov. Kaplanov pracoval v letech 1936 až 1941 v rezervaci Sichote-Aliň. V roce 1942 byl jmenován ředitelem Lazovské přírodní rezervace. V následujícím roce byl Kaplanov zastřelen pytlákem. Sčítání tygrů organizované Kaplanovem v zimě 1939-1940 ukázalo, že intenzivní lov zmenšil populaci tygrů v Přímořském kraji na jen asi 20-30 kusů a vedlo k zákazu lovu tygrů v roce 1947. Přitom ještě kolem roku 1900 byli tygři běžní na celém území dnešního Přímořského kraje. Koncem 19. století se v Rusku stal komerční lov běžným a tygr byl oblíbeným cílem lovců. Po zákazu lovu počet tygrů v Přímořském kraji vystoupal na přibližně 120 kusů v roce 1970.
Po rozpadu Sovětského svazu prošlo Rusko obrovskou sociální a ekonomickou transformací. Během těžkých 90. let přitáhla ochrana tygra ussurijského pozornost mezinárodních ekologických nadací. Wildlife Conservation Society (WCS) a World Wildlife Fund (WWF) poskytly podporu pro výzkum tygrů a monitorování velikosti tygří populace. WCS působí v Rusku od roku 1992, kdy byl zahájen projekt „Siberian Tiger“, což je nejdéle běžící projekt výzkumu a ochrany tygrů založený na radiotelemetrii na světě. Tento projekt vede a výsledky zpracovává Dale Miquelle, vědec WCS působící ve městě Terney v přírodní rezervaci Sichote-Aliň, která byla na přelomu 20. a 21. století centrem výzkumu sibiřských tygrů. Sčítaní tygrů organizované WCS v letech 1996 a 2005 ukázaly, že populace tygrů v Rusku vzrostla na 415–476 a 428–502 kusů. V roce 2015 sčítání tygrů organizovalo Ministerstvo přírodních zdrojů a životního prostředí Ruské federace a velikost populace se pohybovala okolo 560 jedinců.
Na rozdíl od pohoří Sichote-Aliň, ve kterém došlo ke kolapsu tygří populace již na přelomu devatenáctého a dvacátého století, v Amurské a Židovské autonomní oblasti (a také v Číně) nastal kolaps tygří populace později, až v sedmdesátých letech dvacátého století. Ačkoli přítomnost nomádských tygřích samců byla v Amurské  a Židovské autonomní oblasti běžně zaznamenávána, rozmnožující se tygří populace se tu samovolně netvořila. Až v roce 2013 zde začala úspěšná reintrodukce tygrů. Několik nalezených mláďat sibiřských tygrů bylo úspěšně vráceno do volné přírody. Jako první to byla mladá samice, pojmenovaná Zoluška. Zoluška byla jako malé asi pětiměsíční osiřelé mládě zachráněna v Přímořském kraji v únoru 2012. V květnu 2013 byla Zoluška vypuštěna zpět do přírody v Židovské autonomní oblasti. V roce 2015 porodila v národním parku Bastak dvě mláďata. Zoluška se tak stala prvním rehabilitovaným sibiřským tygrem, který se úspěšně rozmnožil ve volné přírodě. V roce 2021 zde byla v Amurské a Židovské autonomní oblasti stabilní skupina čítající více než 20 kusů.
Na začátku 20. století se v Číně vyskytovalo asi 500 sibiřských tygrů. Přestože čínská vláda v 50. letech zakázala lov tygrů a v roce 1977 tento druh zařadila mezi chráněné druhy, zdejší populace tygrů se nadále zmenšovala. V roce 1976 zbývalo v Číně odhadem 151 jedinců a do roku 2000 zůstala pouze malá populace čítající 12–16 tygrů podél hranice s Ruskem. Vytvoření národní přírodní rezervace Hunchun Amur Tiger, zlepšené úsilí proti pytláctví a kompenzace za konflikty s tygry dále pomohly zmírnit tlak na tygry v severovýchodní Číně. V roce 2016 byl vytvořen u hranic s Ruskem Národní severovýchodní park tygra a leoparda o rozloze 14 600 km2, který zahrnuje také národní přírodní rezervaci Hunchun. Populace tygra amurského v Číně se následně zvýšila z minimálně 26 v roce 2015 na více než 60 v roce 2022.

## Napadení člověka tygrem
K útokům tygra na člověka dochází vzácně. Konfliktní situaci navíc často vyvolá sám člověk. Ke konfliktům dochází nejčastěji v tajze během lovecké sezóny. Četnost útoků závisí na počtu ozbrojených lidí v lese, míře pytláctví a socioekonomických podmínkách místního obyvatelstva. V celém Přímořském kraji bylo od roku 1970 do roku 2010 zaznamenáno 58 případů útoků tygra na člověka, z nichž 41 lze považovat za vyprovokované lidmi. Útoky byly považovány za vyprovokované v případech střelby na tygra, pronásledování zraněného zvířete a také náhodného přiblížení se k tygrovi na velmi blízkou vzdálenost. Během těchto útoků zemřelo 16 lidí a jeden člověk následně podlehl zraněním v nemocnici.
Během zimy 2022/2023 byl v porovnání s jinými lety výrazně vyšší počet konfliktních situací s ussurijskými tygry. Od 1. ledna do 24. března 2023 bylo v Chabarovském kraji zaregistrováno 200 konfliktních situací, přičemž za konfliktní situaci se považuje i napadení domácích a hospodářských zvířat nebo i pouhá přítomnost tygřích stop v obci. Pro srovnání, v roce 2021 bylo ve stejném období zaregistrováno 28 konfliktních situací. Nárůst konfliktů s tygry je způsoben poklesem četnosti přirozené tygří kořisti. Během epidemie afrického moru prasat klesla početnost divokých prasat o 80 %.

## Zajímavost
Tygr ussurijský jménem „Hodori“ byl vybrán jako maskot Olympijských her v Soulu v roce 1988 v Jižní Koreji.

## Chov v zoo
V zajetí žije více tygrů než ve volné přírodě. V zoologických zahradách na celém světě je chováno přes 1000 tygrů, kteří se poměrně dobře množí. V evropských zoo sdružených do EAZA (v rámci Evropského záchovného programu) jich bylo v létě 2019 chováno přibližně 240. Zatímco v přírodě se zpravidla dožívají maximálně 10 let, v lidské péči žijí výrazně déle – až 17 let.
V Česku chovají tygry ussurijské nejen tradiční zoologické zahrady sdružené v UCSZOO, ale také menší zařízení:
- Zoo Hluboká
- Zoo Hodonín
- Zoo Liberec[51]
- Zoo Olomouc
- Zoo Plzeň
- Zoo Praha
- Zoo Zlín
- Zoo Dvorec
- Zoo Tábor
- Ringelland[52]
- Faunapark Horní Lipová, od r. 2016[53]

### Chov v Zoo Praha
Chov tygra ussurijského v Zoo Praha započal již ve 40. letech 20. století. Pravděpodobně prvním jedincem (není zcela zřejmé poddruhové určení) byl samec Franz. První jasně potvrzený tygr ussurijský byl ale až v roce 1954 (samice Máša, odchycena ve volné přírodě). Chovný pár Amur a Ťapka přišel v roce 1955 (také odchyceni ve volné přírodě). První odchov se podařil v roce 1961. Počátkem roku 1984 se v karanténě pražské zoo objevila dvě tygřata, sameček Chassai a samička Smoki. Obě se narodila v roce 1983 v Zooparku Moskva, jejich rodiče však pocházeli z volné přírody. Na sklonku roku 1989 přišel do zoo ve věku půl roku samec Ligar, který uhynul v roce 2004. Dlouholetým symbolem tygrů v Zoo Praha byl samec Priam, kterému se však říkalo Assuri, respektive po domácku Asík. Narodil se 14. 7. 1987 chovnému páru Smoki a Chassai. Kvůli komplikacím v jeho odchovu musel jít na umělý odchov u chovatelky. Přes určité zdravotní problémy v dětství dospěl a stal se otcem několika mláďat. Krátkodobý pobyt v Olomouci mu po pokousání samicí přivodil kulhání, které nešlo operativně odstranit, a tak jej všichni návštěvníci mohli bezpečně rozpoznat právě podle chůze. Asík uhynul v úctyhodném věku devatenácti let. V roce 2016 pak uhynul samec Xeron, taktéž několikanásobný otec napříč evropskými zoo.
V roce 2016 byly mj. chovány dvě samice. Od roku 2004 je to samice Marylei z Kanady. V říjnu 2016 byla ze Zoo Ostrava dovezena poslední tamní samice tygra ussurijského Mája. Ke konci roku 2017 i 2018 byl chován samec a samice. V květnu 2019 byla z německé Zoo Duisburg dovezena samice. Jmenuje se Arila a do expozičního výběhu byla prvně vpuštěna na počátku srpna 2019. Doplnila tak pár k samci Rádžovi po úhynu staré samice.
Tygry ussurijské je možné pozorovat v horní části zoo, v rámci expozičního celku Severský les; konkrétně v expozici z roku 1983, která svou současnou podobu získala během rekonstrukce v letech 2004–2005. V expozici nechybí vodní kaskáda či jezírko.

## Galerie

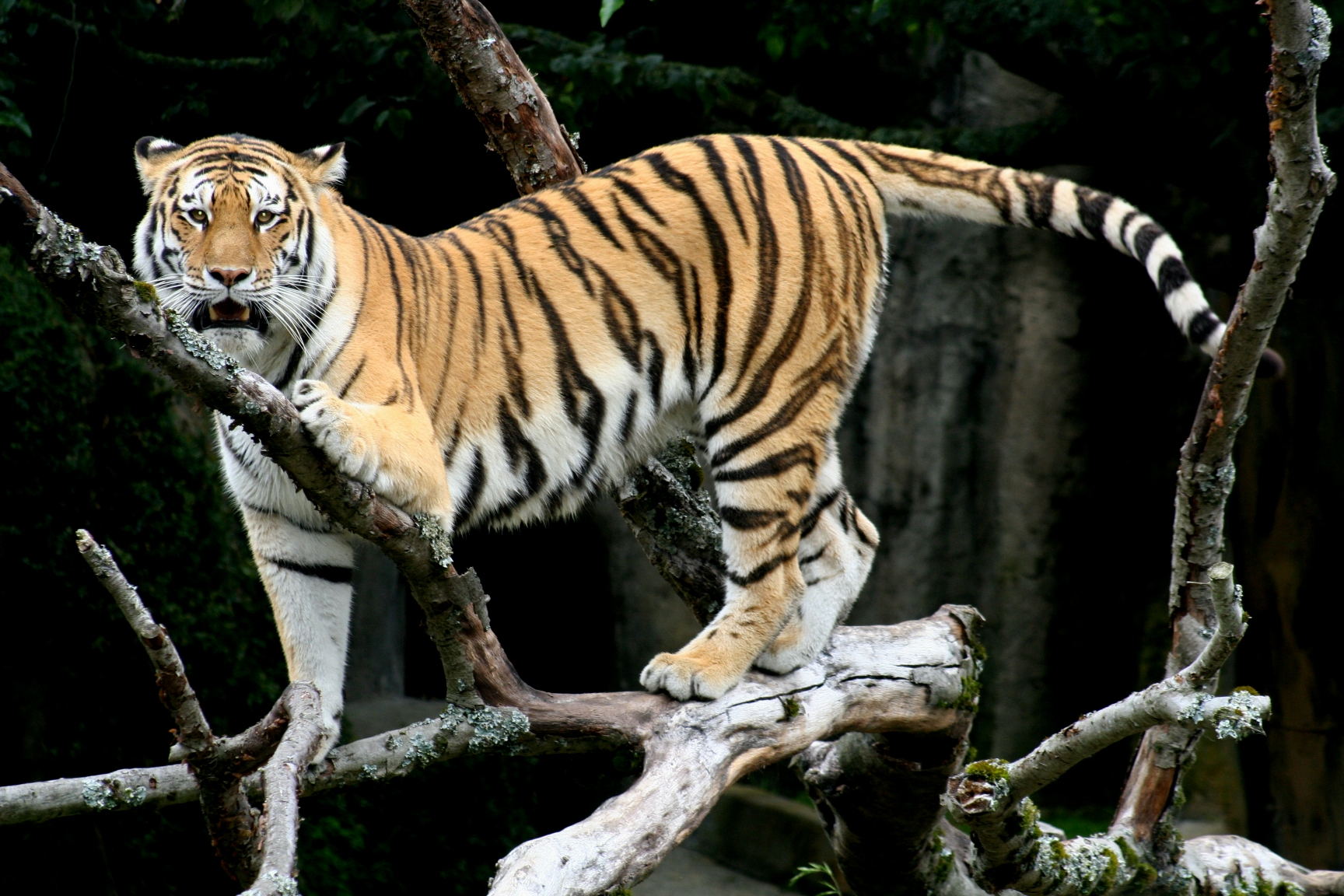
Ussurijský tygr
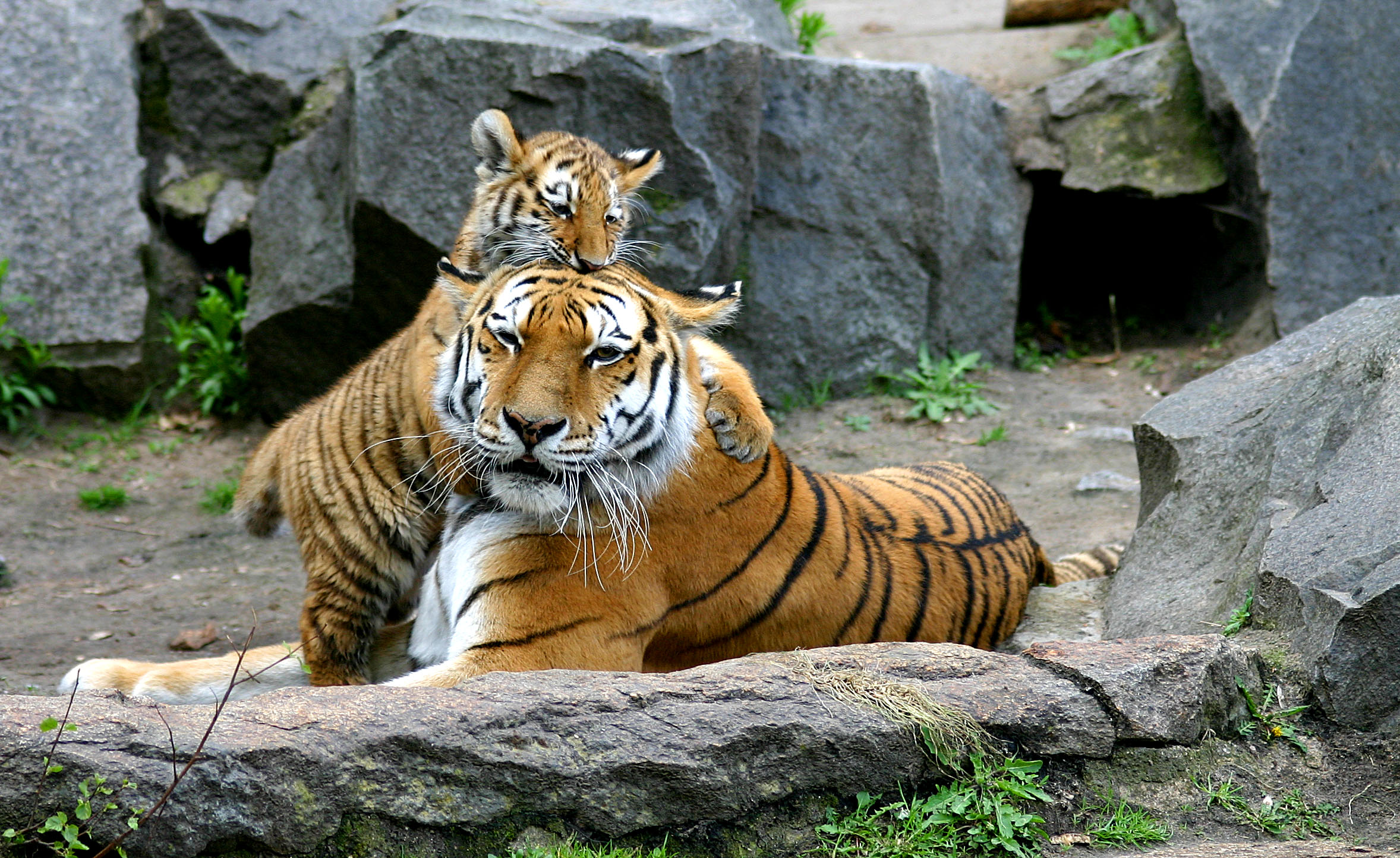
Tygr ussurijský v berlínské zoo
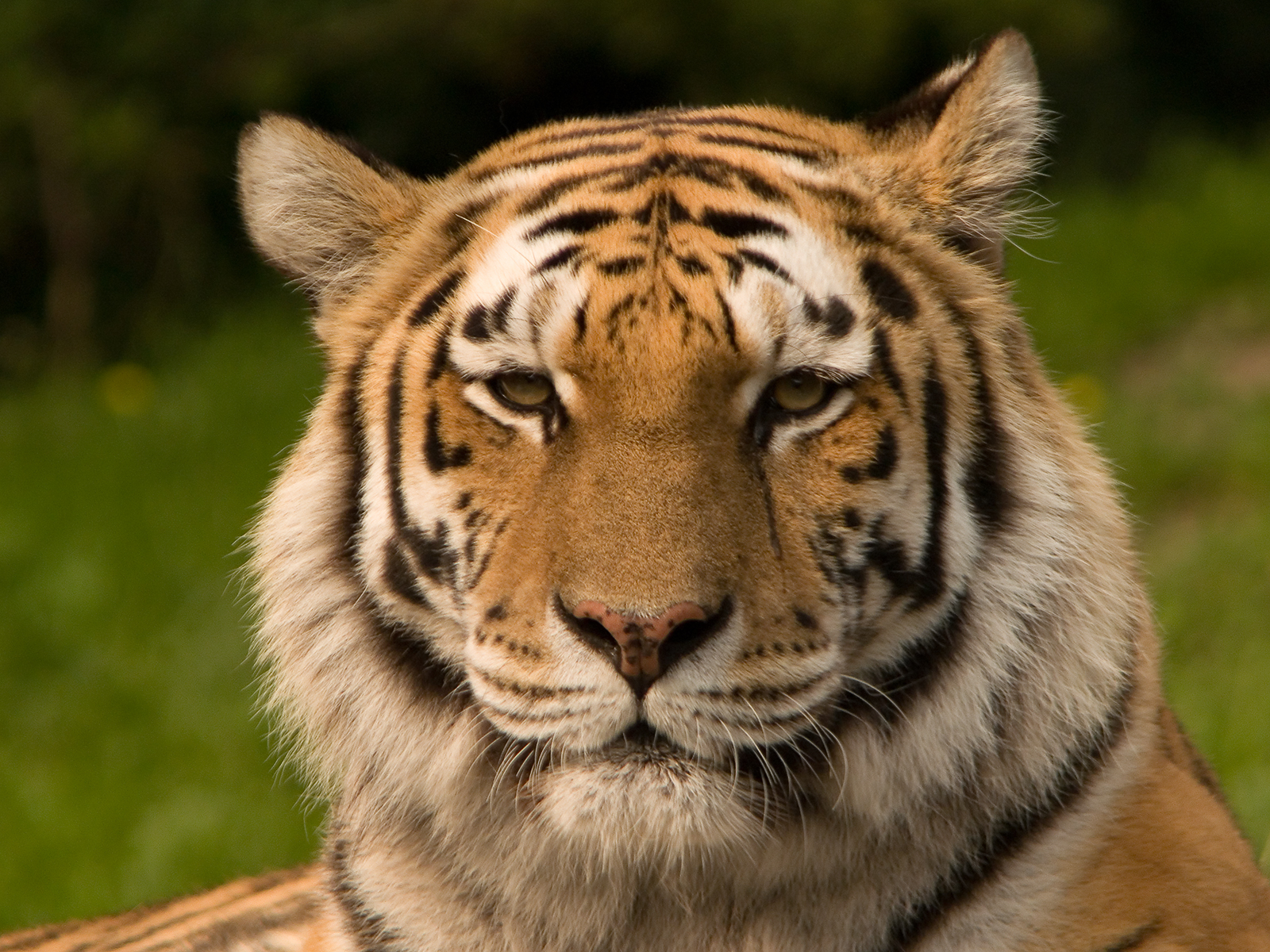
Hlava tygra
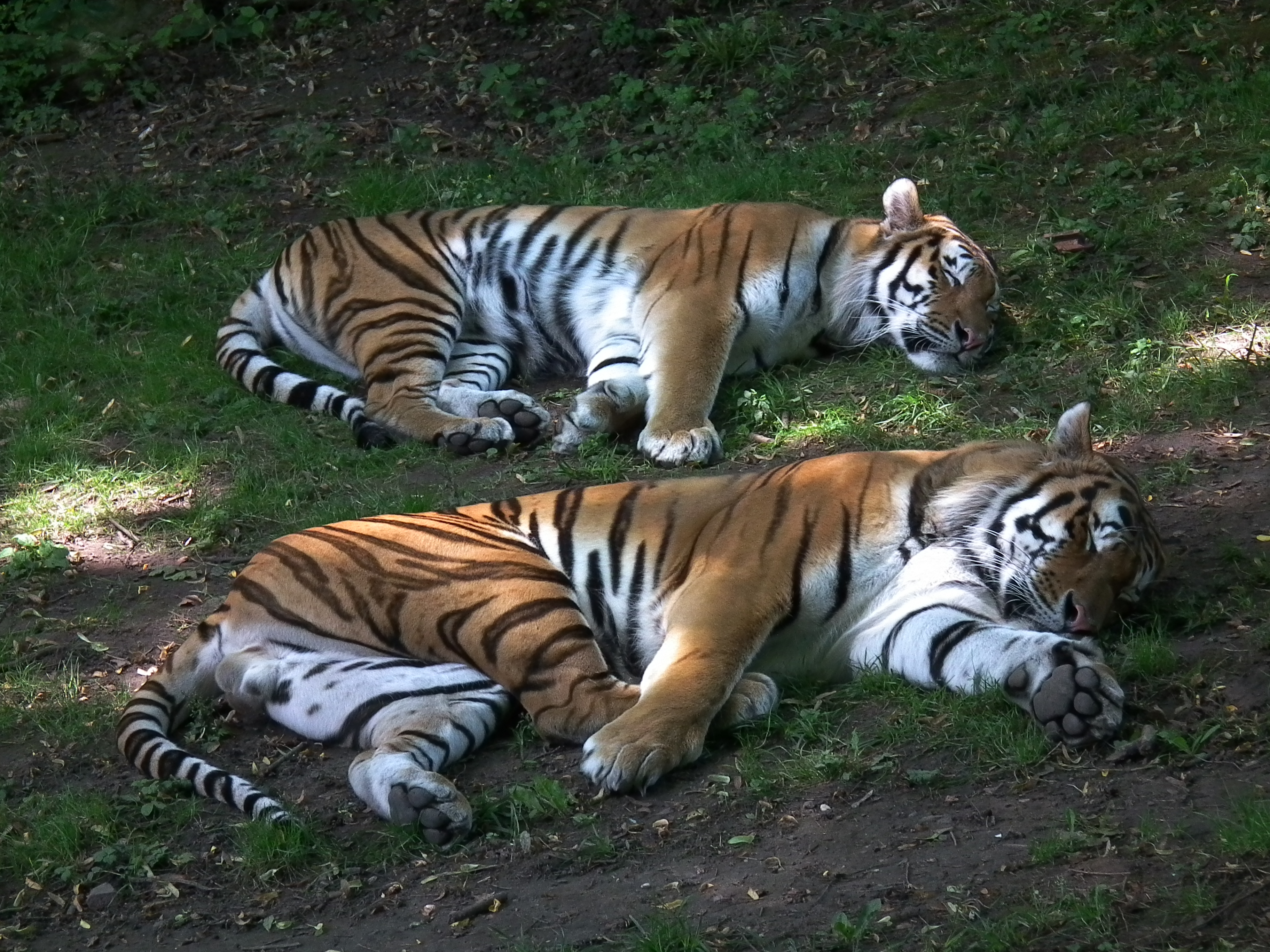
Ležící tygři v Zoo Landau
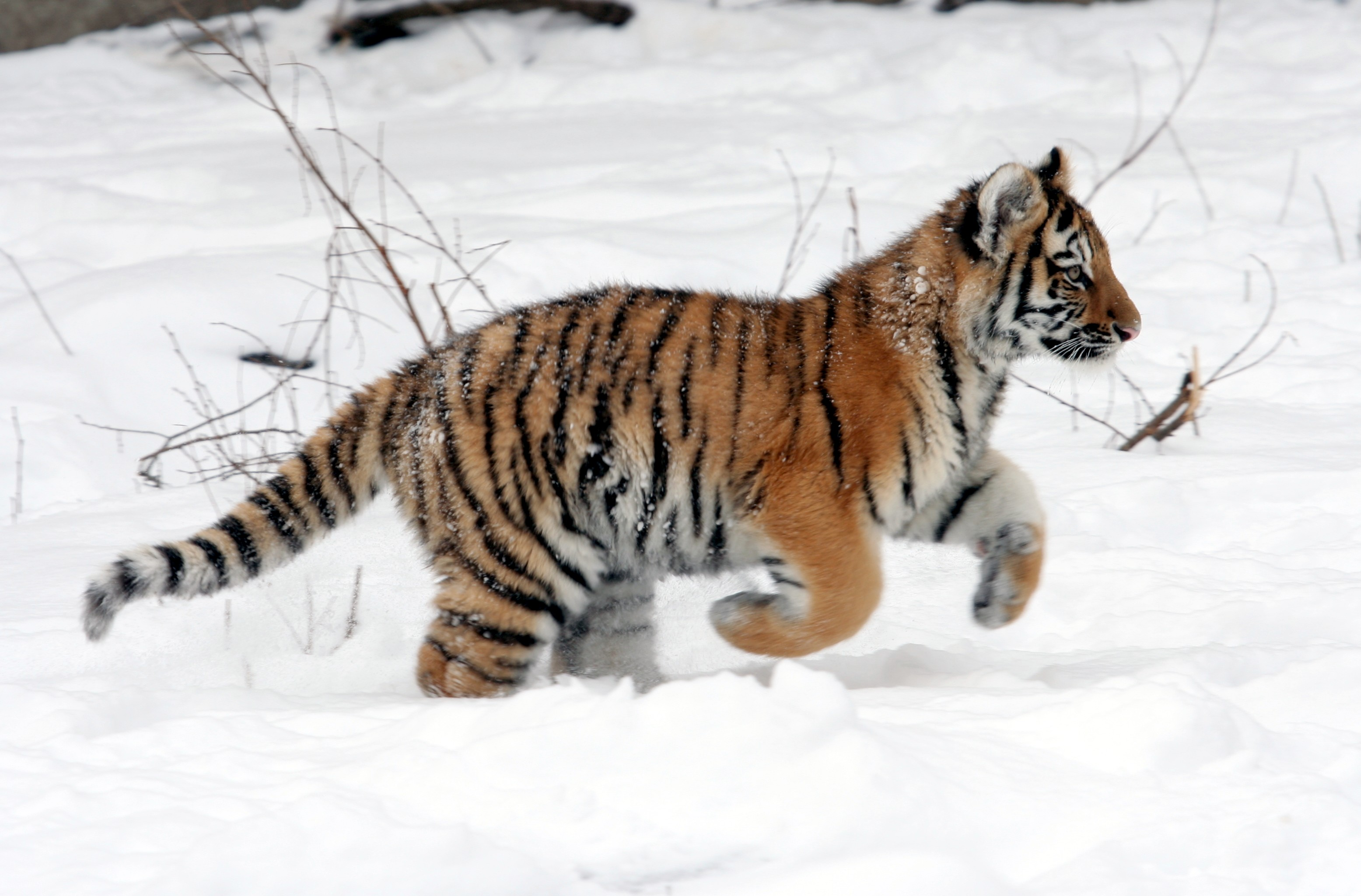
Mládě hrající si ve sněhu (Zoo v Buffalo)
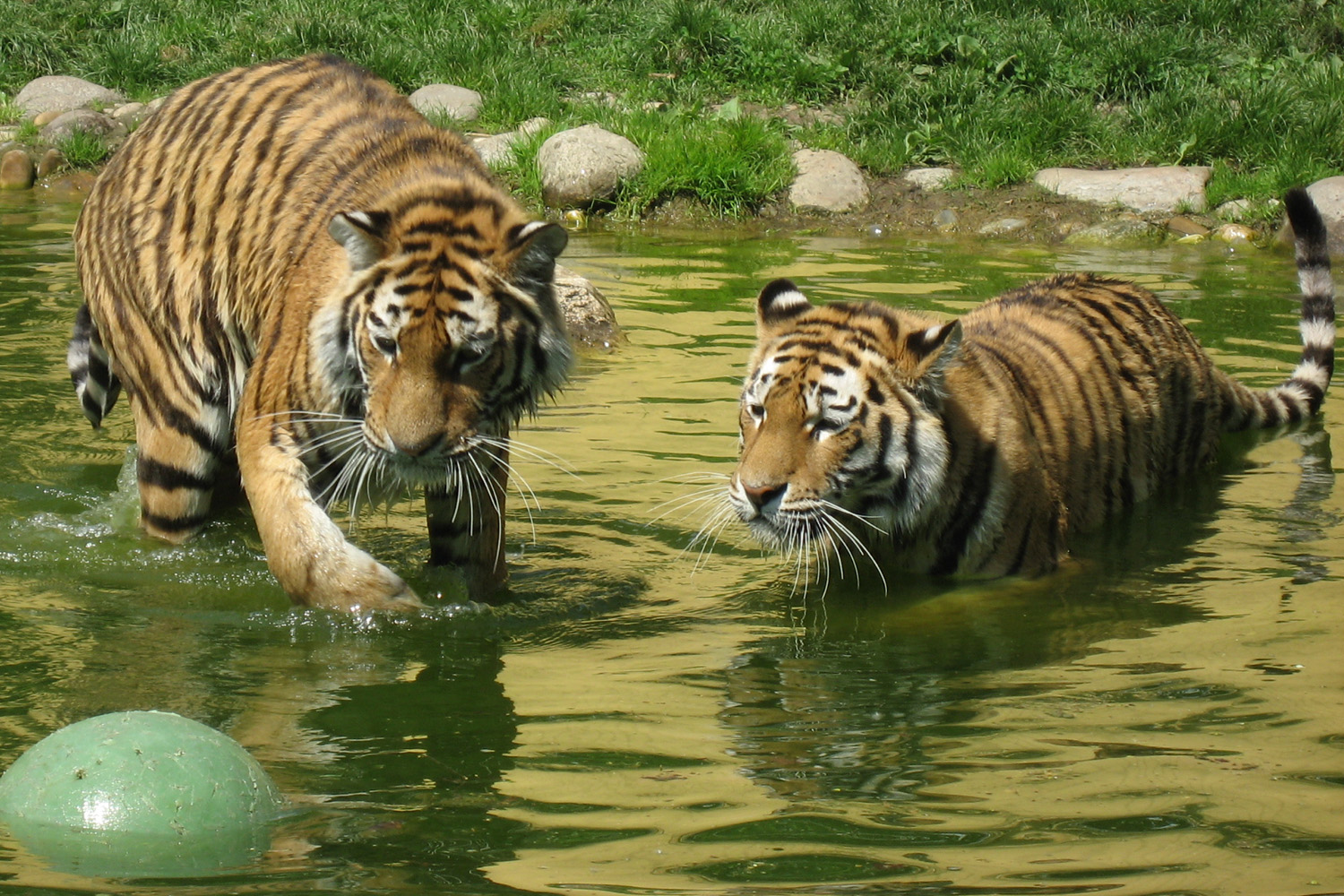
Tygři ussurijští ve vodě (Zoo Schönbrunn)